# Szentała
Szentała (ros. Шентала) – osiedle przy stacji w Rosji, w obwodzie samarskim, ośrodek administracyjny rejonu szentalińskiego. W 2010 liczyło 6613 mieszkańców.